# わが母は聖母なりき
『わが母は聖母なりき』（わがはははせいぼなりき）は、八木隆一郎が1936年、30歳の時に発表した自伝的小説である。『婦人公論』に掲載された。2度テレビドラマ化されている。

## 概要
明治42年（1909年）、秋田県能代。貧しい小作農と結婚し、息子を産んだふみは、流産がたたって家事も満足にできない身体になってしまう。そのため夫と姑に疎まれたふみは、24歳の時に離縁され、息子を置いて実家に戻る。しかし弟夫婦が仕切っている実家も、彼女にとって居心地のよい場所とはいえず、居心地の悪さを感じながら過ごす。
ある時、風のうわさで、置いてきた息子が折檻されていると聞いたふみは、元の婚家から息子を連れ出し、北海道は函館へと渡る。頼る人もいない函館の地で、ふみは野菜や果物の行商、土木工事人（ヨイトマケ）、果ては料理屋での酌婦をしながら、息子とふたりで生きていくが…。

## TVドラマ

### 1969年版
1969年4月1日から7月29日まで、関西テレビ「火曜劇場」枠にて放送された。

#### キャスト
- 水野久美
- 香川秀人
- 中村嘉葎雄
- 伴淳三郎

#### スタッフ
- 監督 - 木原紘一
- 音楽 - 渡辺岳夫

#### 主題歌
- 作詞：渡辺岳夫 / 編曲：毛利猛

| 関西テレビ制作・フジテレビ系列 火曜劇場 | 関西テレビ制作・フジテレビ系列 火曜劇場 | 関西テレビ制作・フジテレビ系列 火曜劇場 |
| 前番組                                  | 番組名                                  | 次番組                                  |
| --------------------------------------- | --------------------------------------- | --------------------------------------- |
| 番茶も出花                              | わが母は聖母なりき （1969年版）         | 赤ん坊夫人                              |

### 1980年版
1980年5月12日から7月7日まで、TBS「花王 愛の劇場」枠にて放送された。

#### キャスト
- ふみ - 市原悦子
- 福次郎 （子役）- 庄司顕仁 1話-10話まで
- （子役）- 築山栄志11話- （8歳から）
- 福次郎 - 坂東正之助（現・河原崎権十郎 (4代目)）
- 滝田 - 三ツ木清隆
- 財吉 - 河原崎次郎
- きよ（姑） - 三戸部スエ
- 達造 - 小栗一也
- 喜田晋平

#### スタッフ
- 監督 - 高橋繁男、菱田義雄
- 助監督 - 山田良美
- 記録 - 馬場マリ
- 進行 - 平川秀
- 製作主任 - 石和薫
- プロデューサー - 藤川忠勝、井上博 (TBS)
- 音楽 - 木下忠司
- 美術 - 横山豊
- 装飾 - 菊武敏行
- 装置 - 谷津勝利
- 床山 - 三岡洋一
- 美粧 - 近江かおる
- 題字 - 大谷栄昌
- 撮影技術 - 西川芳男
- 照明 - 麓山仁志
- 録音 - 高橋和久
- 編集 - 鶴田益一
- 制作 - 松竹、TBS
- 制作協力 - 番衆プロダクション

#### 主題歌
- 「ねねしな灯台」 歌 - 市原悦子[1]